# 리치먼드 올림픽 오벌
리치먼드 올림픽 오벌(영어: Richmond Olympic Oval, 프랑스어: Anneau olympique de Richmond)은 캐나다 브리티시컬럼비아주 밴쿠버 부근의 리치먼드에 있는 아이스 링크이다. 2010년 밴쿠버 동계 올림픽 스피드 스케이팅 경기장이다.
2010년 동계 올림픽 스피드 스케이팅 경기장으로 활용하기 위하여, 2006년 공사를 시작하여 2008년 12월 완공하였다. 400m 트랙을 갖춘 실내 링크이며, 8000명 가량을 수용할 수 있다. 캐나다에서 캘거리에 있는 캘거리 올림픽 오벌에 이어 두 번째로 개장한 400m 규모의 실내 아이스 링크이다. 2009년 스피드 스케이팅 세계 종목별 선수권 대회가 열렸다. 2010년 2월 밴쿠버 동계 올림픽의 스피드 스케이팅 경기가 열렸고, 동계 올림픽 이후로는 다목적 용도로 활용하기 위하여 개조될 예정이다.